# Chalcopsitta
Chalcopsitta Bonaparte, 1850 è un genere di uccelli della famiglia degli Psittaculidi.

## Descrizione
Il genere comprende pappagalli di grossa taglia, oltre i 30 cm, con caratteristiche di colore diverse ma con conformazione morfologica comune: corpo forte e compatto, leggermente più tozzo che negli altri lori e coda leggermente più larga e piatta.

## Tassonomia
Comprende le seguenti specie:
- Chalcopsitta atra (Scopoli, 1786) - lori nero
- Chalcopsitta duivenbodei (Dubois, 1884) - lori bruno
- Chalcopsitta sintillata Temminck, 1835 - lori striegialle